# Joseph Coghlan

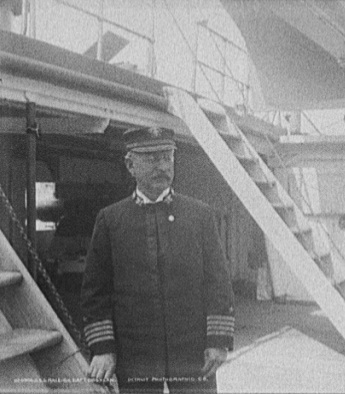
Joseph Coghlan

Contra-almirante Joseph Bulloch Coghlan (9 de dezembro de 1844 - 5 de dezembro de 1908) foi um oficial da Marinha dos Estados Unidos durante a Guerra Civil Americana e Guerra Hispano-Americana.